# Marilyn Moses
Marilyn Cecilia Blankhart - Moses (Curaçao, 5 december 1960) is een Curaçaos arts en politicus. Namens de partij Movementu Progresivo zit zij in de Staten van Curaçao. 

## Carrière
Moses voltooide in 1992 haar artsexamen aan de Erasmus Universiteit Rotterdam. Met haar Nederlandse echtgenoot werkte ze jarenlang als tropenarts, totdat ze in 2001 terugkeerde naar Curaçao waar ze huisarts werd. Later werd ze forensisch arts. In deze periode presenteerde ze ook een radioprogramma Lus riba bo salú ('Je gezondheid belicht'), waarin ze voorlichting gaf over gezondheid en vragen van luisteraars over gezondheid gaf. Moses was voordat ze Statenlid werd bestuurslid bij de sociaal-liberale politieke partij PAIS. Bij de verkiezingen later dat jaar stond ze vierde op de lijst van PAIS.
Bij de Statenverkiezingen van 2012 werd Moses gekozen als lid van de Staten van Curaçao met ruim 600 voorkeursstemmen. Op 6 november 2015 stapte ze onverwachts op uit de fractie van PAIS, naar eigen zeggen omdat ze vond dat het door haar fractie gesteunde kabinet Whiteman "acties tegen het volk van Curaçao" nam die ze niet langer kon en wilde steunen. In sommige media werd een mogelijk verband gelegd met een bezwaarschrift dat Moses enkele weken eerder had ingediend tegen de PAIS-ministers Etienne van der Horst (Bestuur, Planning en Dienstverlening) en Nelson Navarro (Justitie) over een geplaatste vacature voor de functie van gevangenisarts; een functie die een jaar eerder aan Moses was toegezegd maar waarover nog geen overeenstemming over de arbeidsvoorwaarden was overeengekomen. Moses kondigde korte tijd later aan een eigen politieke partij te willen beginnen en richtte in 2016 de centrumpartij Movementu Progresivo op.
Door het vertrek van Moses uit de fractie van PAIS verloor het kabinet-Whiteman zijn meerderheid in de Staten van Curaçao. Hierdoor moest Whiteman zijn ontslag aanbieden en ontstond een politieke crisis. Door het toetreden van PAR aan de coalitie kon voorkomen worden dat er nieuwe verkiezingen werden uitgeschreven, waarna Whiteman verder kon met zijn tweede kabinet.